# وست تلغوس (كورنوال)
وست تلغوس (بالإنجليزية: West Tolgus)‏ هي قرية تقع في المملكة المتحدة في كورنوال.